# Kevin Yakob
Kevin Enkido Yakob (Göteborg, 10 ottobre 2000) è un calciatore iracheno con cittadinanza svedese, centrocampista dell'Aarhus.

## Carriera

### Club
Nato a Göteborg da una famiglia di origine assira, svolge gli ultimi anni di settore giovanile nel vivaio dell'Häcken.
Debutta in prima squadra il 22 agosto 2018 in occasione dell'incontro di Svenska Cupen vinto 5-0 contro il Växjö United. Al suo esordio in Allsvenskan, avvenuto il 27 ottobre 2018, Yakob segna una rete nella trasferta vinta 5-0 contro il Dalkurd. Nell'estate del 2019 si rompe il legamento crociato del ginocchio destro durante una partita di allenamento con l'Under-19 dell'Häcken, ed è costretto ad una lunga riabilitazione. Ritorna a giocare una partita ufficiale nell'agosto del 2020, quando viene girato in prestito fino a fine anno all'Utsiktens BK, nel campionato di Ettan, ma nel frattempo colleziona anche altre due presenze in Allsvenskan con l'Häcken in virtù del doppio tesseramento. A dicembre, tuttavia, la società e il giocatore concordano per la rescissione.
La carriera di Yakob continua a svilupparsi in Allsvenskan con il biennale sottoscritto con l'IFK Göteborg nel gennaio del 2021. Durante la prima stagione in biancoblu parte spesso dalla panchina, ma nel corso dell'Allsvenskan 2022 conquista stabilmente un posto da titolare. Non trova tuttavia un accordo per il rinnovo del contratto in scadenza a dicembre.
Per questa ragione, nell'agosto 2022, a pochi mesi dalla scadenza contrattuale, viene ceduto ai danesi dell'Aarhus, con cui firma fino all'estate del 2027.

### Nazionale
Ha giocato nella nazionale svedese Under-19.
Nel 2023 ha esordito con la nazionale maggiore irachena.

## Statistiche

### Presenze e reti nei club
Statistiche aggiornate al 21 novembre 2021.
| Stagione        | Squadra         | Campionato      | Campionato | Campionato | Coppe nazionali | Coppe nazionali | Coppe nazionali | Coppe continentali | Coppe continentali | Coppe continentali | Altre coppe | Altre coppe | Altre coppe | Totale | Totale |
| Stagione        | Squadra         | Comp            | Pres       | Reti       | Comp            | Pres            | Reti            | Comp               | Pres               | Reti               | Comp        | Pres        | Reti        | Pres   | Reti   |
| --------------- | --------------- | --------------- | ---------- | ---------- | --------------- | --------------- | --------------- | ------------------ | ------------------ | ------------------ | ----------- | ----------- | ----------- | ------ | ------ |
| 2018            | Häcken          | A               | 1          | 1          | CS              | 1               | 0               |                    | -                  | -                  |             | -           | -           | 2      | 1      |
| 2020            | Häcken          | A               | 2          | 0          | CS              | 1               | 0               |                    | -                  | -                  |             | -           | -           | 3      | 0      |
| 2020            | Utsiktens BK    | E               | 9          | 3          | CS              | 0               | 0               |                    | -                  | -                  |             | -           | -           | 9      | 3      |
| 2021            | IFK Göteborg    | A               | 22         | 2          | CS+CS           | 2+1             | 0               |                    | -                  | -                  |             | -           | -           | 22     | 2      |
| Totale carriera | Totale carriera | Totale carriera | 34         | 6          |                 | 5               | 0               |                    | -                  | -                  |             | -           | -           | 39     | 6      |